# Comitatul Wells, Indiana
Comitatul Wells, conform originalului din limba engleză, Wells County, este unul din cele 93 de comitate ale statului american Indiana. Conform Census 2000 populația totală era de 27.600 de locuitori. Sediul comitatului este orașul Bluffton.GR6

## Demografie
|  | Graficele sunt indisponibile din cauza unor probleme tehnice. Mai multe informații se găsesc la Phabricator și la wiki-ul MediaWiki. |

Date: Wikidata - grafică realizată de Wikipedia